# Mycteroperca xenarcha
Mycteroperca xenarcha là một loài cá biển thuộc chi Mycteroperca trong họ Cá mú. Loài này được mô tả lần đầu tiên vào năm 1888.

## Phân bố và môi trường sống
M. xenarcha có phạm vi phân bố rộng rãi ở vùng biển Đông Thái Bình Dương. Loài này được tìm thấy từ vịnh San Francisco (California, Hoa Kỳ), dọc theo bờ biển phía tây châu Mỹ đến miền nam Peru. Chỉ có một ghi nhận duy nhất tại San Francisco.
M. xenarcha trưởng thành thường sống xung quanh các rạn san hô và rạn đá ngầm ở vùng nước sâu, ở độ sâu khoảng 60 m trở lại. Cá con thường xuất hiện ở các khu vực rừng ngập mặn hoặc gần cửa sông. Khi trưởng thành, chúng di chuyển đến vùng nước sâu hơn.

## Mô tả
M. xenarcha trưởng thành có chiều dài cơ thể lớn nhất được ghi nhận là 150 cm. Đầu và thân của cá thể trưởng thành có màu nâu nhạt hoặc lục xám, được bao phủ dày đặc bởi những mảng đốm màu nâu sẫm (màu nâu nhạt ở trung tâm). Đuôi có nhiều tia vây kéo dài. M. xenarcha có thể chuyển thành màu nâu xám đồng nhất trên khắp cơ thể và không có bất kỳ vệt đốm nào.
Số gai ở vây lưng: 11; Số tia vây mềm ở vây lưng: 16 - 17; Số gai ở vây hậu môn: 3; Số tia vây mềm ở vây hậu môn: 10 - 11.